# Lule-Samisch

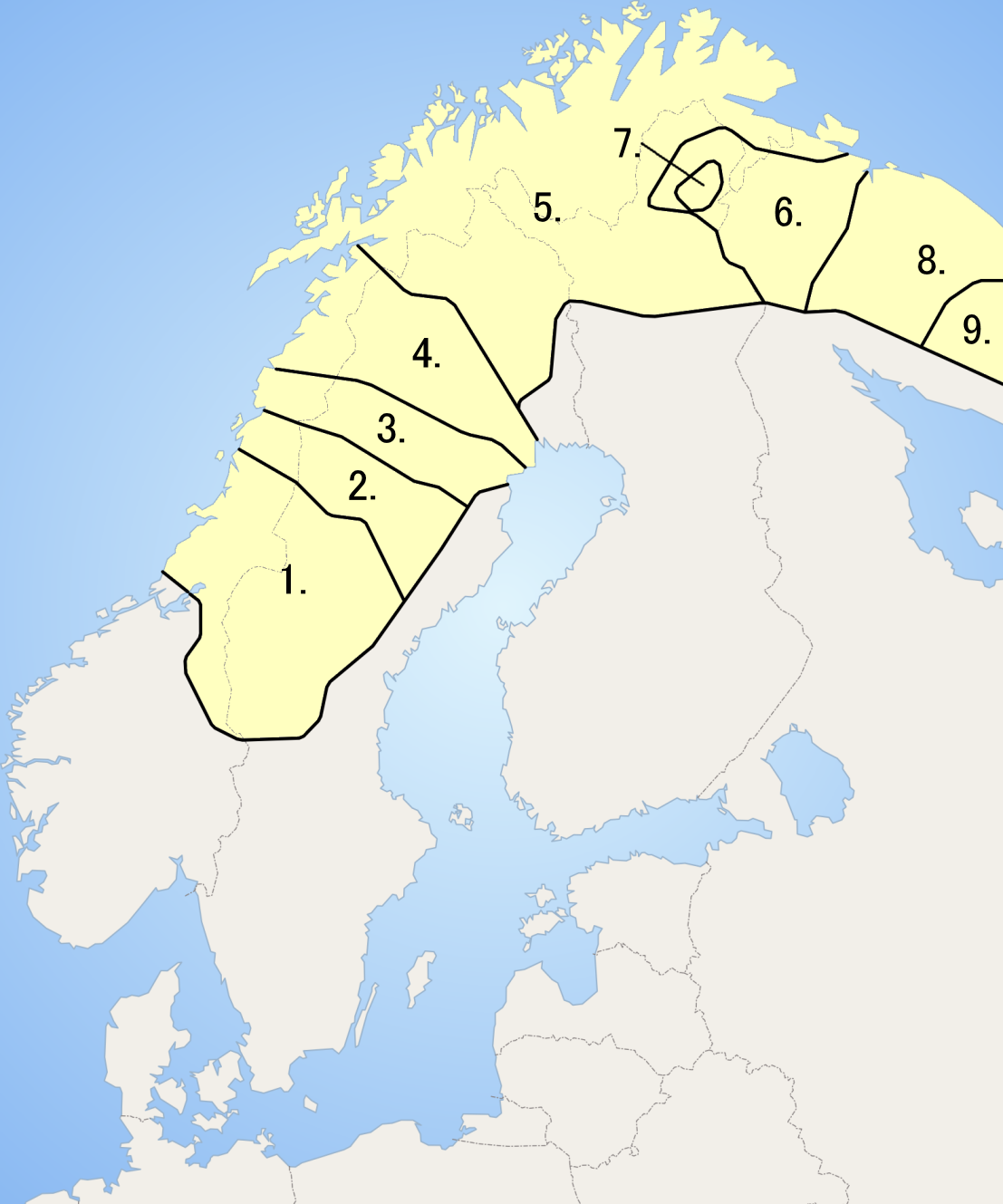
1. Zuid-Samisch. 2. Ume-Samisch. 3. Pite-Samisch. 4. Lule-Samisch. 5. Noord-Samisch. 6. Skolt-Samisch. 7. Inari-Samisch. 8. Kildin-Samisch. 9. Ter-Samisch.

Het Lule-Samisch (Julevsámegiella) is een Samische taal. Het wordt gesproken in Noorwegen en Zweden om en nabij de bovenloop van de Lule älv en al haar bronrivieren. In Noorwegen is het gebied vrij beperkt door de smalle kuststrook aldaar.
Het dialect wordt door 1500 à 2000 Samen gesproken. Net als bij de andere Samische talen gaat het aantal sprekers snel achteruit. In de afgelopen eeuwen hebben Noorwegen en Zweden er alles aan gedaan om de Samen los te weken van hun nomadische culturele geschiedenis. Zo werden in het begin van de 20e eeuw Samische plaatsnamen in Zweden en dus de provincie Norrbottens län verzweedst, waarbij de oorspronkelijke tekst geheel verbasterd werd. Pas in het tweede helft van de 20e eeuw kwam daar kentering in, men duidt nu plaatsen aan door zowel de Zweedse als Samische naam te vermelden, ongeveer zoals de situatie in Friesland. Het Lule-Samisch is nu een erkende minderheidstaal. Vanwege de slechte economische omstandigheden zijn heel wat Samen inmiddels ingeburgerd in het Zweedse dorps- of stadsleven, waarmee hun gemeenschappelijke taal onbelangrijker werd. In 1983 is de taal gestandaardiseerd.

## Alfabet
Het alfabet gebruikt Latijnse lettertekens, aangevuld met enige bijzondere tekens.